# Pterolophia australis
Pterolophia australis är en skalbaggsart som beskrevs av Stefan von Breuning 1957. Pterolophia australis ingår i släktet Pterolophia och familjen långhorningar. Inga underarter finns listade i Catalogue of Life.